# 遺失時間的夏日
《遺失時間的夏日》是艾雷迪所画的漫画，在於台灣角川電子雜誌《FORCE原力誌》連載。曾被改编2分多鐘的動畫。
故事讲述一女孩回到过去找一个男孩，且自称是这个男孩未来的女朋友。
动画由艾雷迪自行创作，花半年做出2分19秒。第三回於2013年1月25日更新。